# Kerschlacher Forst
Der Kerschlacher Forst ist ein Waldgebiet zwischen Ammersee und Starnberger See im Landkreis Weilheim-Schongau unweit des Gutes Kerschlach.
Der nicht genau abgegrenzte Forst umschließt ein unregelmäßig geformtes Gebiet in etwa zwischen Kerschlach, Machtlfing und Traubing.
Er ist Teil des Landschaftsschutzgebiet Hirschberg, Kerschlacher Forst und anschließende Moränenlandschaft.

## Gewässer

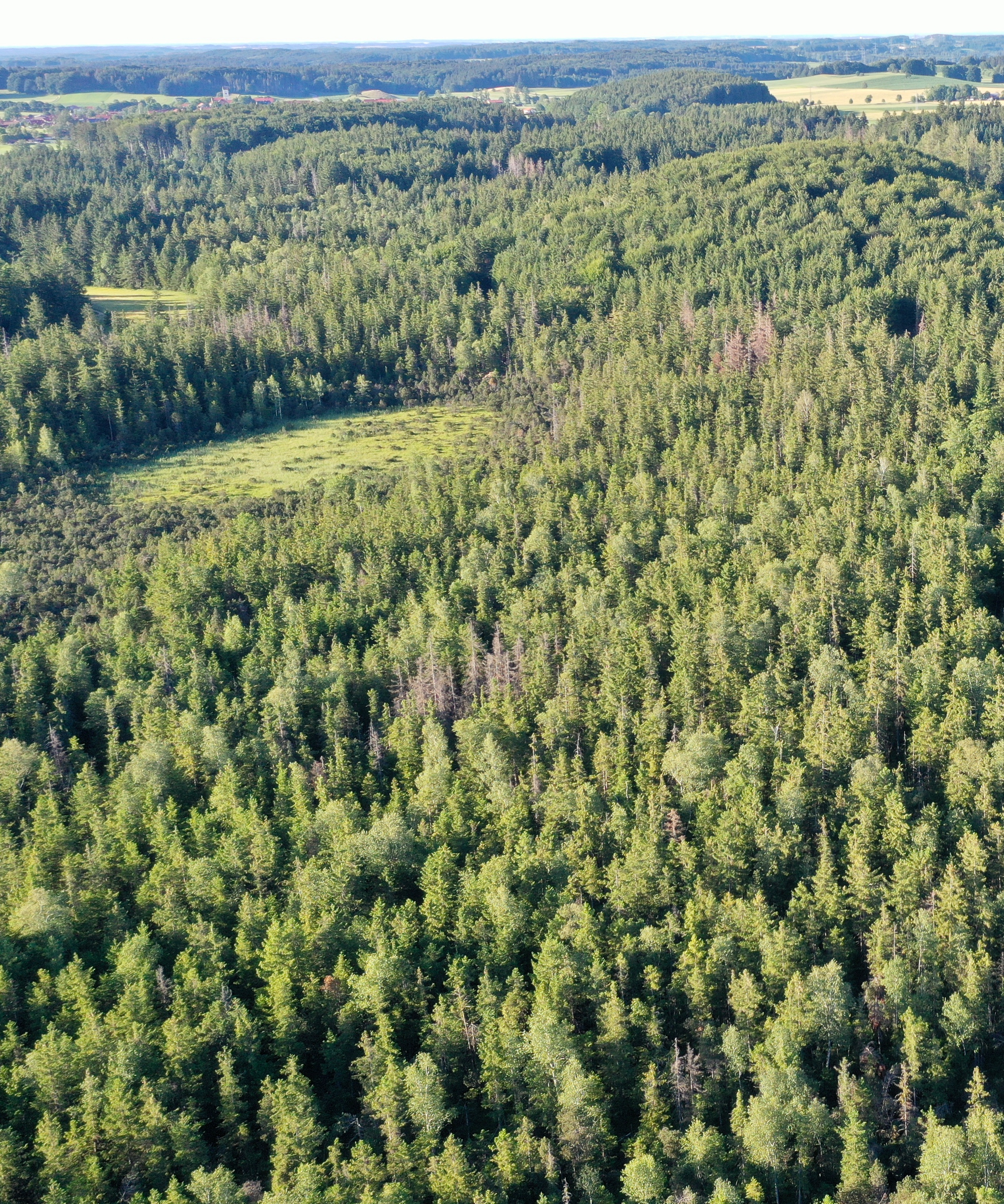
Schollenmoos

Der Kerschlacher Forst erstreckt sich auf dem Gebiet zahlreicher glazialer Formen, wie Moränen und Toteislöcher. Aus diesen ist auch das Naturschutzgebiet Schollenmoos entstanden, aus dem sich zahlreiche Gewässer wie der Machtlfinger Bach, der Burgleitenbach, sowie Kerschlacher Weiher und Hochschloßweiher speisen. Er erreicht im Berndorfer Buchet seine größte Höhe.
Mitten im Kerschlacher Forst befindet sich das ehemalige Warnamt X, welches Ende der 90er Jahre privatisiert wurde. Im Jahr 1998 bezog die AUKIO-Ateliergemeinschaft diese ehemalige Militäranlage des Kalten Krieges.